# Клее, Лили
Лили Клее (нем. Lily Klee; настоящее имя Каролина Штумпф, Karoline Stumpf; 10 октября 1876, Мюнхен, Германская империя — 22 сентября 1946, Берн, Швейцария) — немецкий музыкант, пианистка, коллекционер искусства. Жена художника Пауля Клее, мать режиссёра Феликса Клее.

## Биография
Лили Клее родилась 10 октября 1876 года в Мюнхене, Германская империя, в семье советника медицины и врача Людвига Штумпфа (Ludwig Stumpf; 1846—1923) и его жены Анны Марии (Annemarie, урождённой Поле, Pohle).
Среди музыкальных учителей Лили был известный немецкий педагог Людвиг Тюйе. В 1899 году на вечере камерной музыки она познакомилась со скрипачом и художником Паулем Клее, в 1901 году она обручилась с ним. Свадьба откладывалась из-за сопротивления отца Лили, брак с Паулем был заключён лишь в 1906 году. Молодые поселились в Мюнхене. Их единственный сын Феликс родился 30 ноября 1907 года. Пауль занимался творчеством и воспитывал сына, Лили зарабатывала на жизнь, давая уроки игры на фортепиано. Как и её муж, Лили Клее поддерживала дружеские отношения с другими художниками и вела с ними обширную переписку.
С началом Первой мировой войны Пауль Клее был призван в армию. Лили делала всё возможное, чтобы добиться для мужа службы в тылу. После войны основной доход семьи обеспечивала Лили, работая с 1920 года в качестве камерного музыканта и преподавателя фортепиано в Веймаре. Только после того, как Клее был приглашён для преподавания в Баухаус (1921), она смогла заняться своим здоровьем, подорванным годами безденежья и тяжёлой работы.
С приходом к власти Гитлера в 1933 году Лили Клее организовала переезд семьи из Германии в Швейцарию. 
Лили Клее умерла 22 сентября 1946 года в Берне, Швейцария. 